# Carlos Jacanamijoy
 (mars 2019).
Si vous disposez d'ouvrages ou d'articles de référence ou si vous connaissez des sites web de qualité traitant du thème abordé ici, merci de compléter l'article en donnant les références utiles à sa vérifiabilité et en les liant à la section « Notes et références ».
Carlos Jacanamijoy, né à Santiago (Putumayo) le 19 février 1964, est un peintre colombien d'origine Inga. 
Ses œuvres ont été exposées dans plus de 25 expositions et font partie de la collection permanente du musée national des Indiens d'Amérique, à Washington D.C. ainsi que de plusieurs musées en Colombie.

## Biographie
Jacanamijoy a étudié la peinture aux beaux-arts à l'université de La Sabana à Bogotá entre 1983 et 1984. L'année suivante, il a déménagé à Pasto pour poursuivre ses études en beaux-arts à l'université de Nariño.
Entre 1986 et 1990, Jacanamijoy a obtenu une maîtrise en arts plastiques de l'université nationale de Colombie à Bogotá. En 1989, il a également commencé à étudier la philosophie et la littérature à l'université de La Salle en 1990. Ses peintures sont caractérisées par des paysages vivants qui incarnent la création et la transformation de la jungle de Putumayo en Colombie à travers des abstractions de couleur et de lumière. Jacanamijoy a aussi peint des œuvres figuratives, comme son portrait de l'écrivain Gabriel García Márquez.